# يوتا كوبو
يوتا كوبو (باليابانية: 久保優太؛ بالكانا: くぼ ゆうた) هو ملاكم كيك بوكسينغ ياباني، ولد في 19 أكتوبر 1987 في تاتشيكاوا في اليابان.